# William Bartram
William Bartram (Kingsessing, Pensilvania 20 de abril de 1739-ibíd., 22 de julio de 1823) fue un botánico y naturalista estadounidense, e hijo de John Bartram, el primer botánico profesional de Estados Unidos,

## Biografía
William Bartram nació en Kingsessing, Pensilvania. Acompañó a su padre en muchos de sus viajes a las montañas Catskill y a Florida, y fueron notables la calidad de los dibujos, que hizo desde una edad temprana, de los especímenes de plantas que su padre recogía. Tuvo también un papel importante en el mantenimiento del Jardín botánico de su padre, añadiéndole varias especies raras.
En 1773 se fue solo en un viaje que duró 4 años a través de 8 colonias sureñas. Hizo numerosos dibujos y tomó notas sobre la Flora, la Fauna y sobre los indios nativos. Tuvo en su viaje la cooperación de "Ahaya" el Cowkeeper, jefe de la banda Alachua de la tribu Seminola. En 1774, celebraron la visita de William Bartram a su asentamiento principal en Cuskowilla con una gran fiesta. Cuando William Bartram le explicó a Cowkeeper que estaba interesado en estudiar los animales y plantas locales, al jefe le hizo gracia y empezó a llamarlo "Puc-puggee," o "el cazador de flores." Pero, le dio seguridad de libre paso para explorar su territorio en la Pradera de Payne.
William Bartram fue en otra expedición a través de Florida, Georgia, Carolina del Norte y Carolina del Sur durante la mayor parte de 1780. Durante este tiempo recopiló la más completa lista de pájaros americanos hasta entonces existente. 

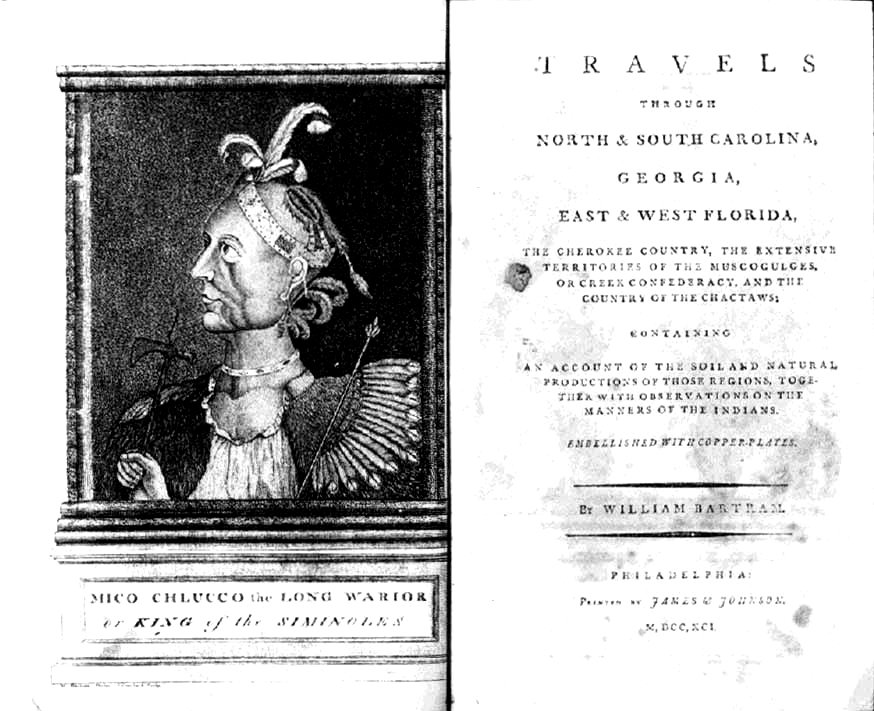
Frontispicio y página de títulos de "Travels".

Después de su vuelta William Bartram publicó su diario en 1791, bajo el título de: Travels through North and South Carolina, Georgia, East and West Florida, the Cherokee Country, etc. que fue considerado en su tiempo como uno de los libros que más contribuyeron al conocimiento de la Historia Natural de Norteamérica. Además de su contribución al conocimiento científico, la obra Travels es notable por sus descripciones del campo americano, que influyó en el espíritu de numerosos escritores Románticos de la época. Se sabe que William Wordsworth y Samuel Coleridge habían leído su libro, y su influencia se puede apreciar en muchas de sus obras.
En 1802 William Bartram conoció al maestro de escuela Alexander Wilson y empezó a enseñarle los rudimentos de la ornitología. La obra de Wilson, American Ornithology incluye numerosas referencias a William Bartram y el área alrededor de los jardines de la casa de Bartram.
William Bartram pasó las últimas décadas de su vida con un ritmo de vida de estudio y de trabajo tranquilo, en su casa y jardín en Kingsessing, rechazando varios ofrecimientos para enseñar botánica y declinando una invitación para acompañar la Expedición de Lewis y Clark. Murió en su hogar a la edad de 84 años.

## Obras
- Travels through North and South Carolina, Georgia, East and West Florida, the Cherokee Country, etc. 1791. Las ediciones modernas incluyen a:
  - The Travels of William Bartram: Naturalist’s Edition. ed. Frances Harper. Yale University Press: New Haven, CT, 1958. ISBN 0-8203-2027-7
  - William Bartram: Travels and Other Writings. Thomas Slaughter, editor. Library of America, 1996. ISBN 978-1-88301111-6.
  - Travels and Other Writings: Travels through North and South Carolina, Georgia, East and West Florida... Ronald E. Latham, editor. Penguin, 1988. ISBN 0140170081
  - Travels Through North and South Carolina, Georgia, East and West Florida. University of Virginia Press, 1980. ISBN 081390871X
  - William Bartram, 1739-1823: Travels etc. Documenting the American South, University Library, University of North Carolina.

## Información adicional
- Trabajos de o acerca de William Bartram en Internet Archive
- Fishman, Gail. 2001. Journeys Through Paradise, University Press of Florida. ISBN 0-8130-1874-9
- Bartram's Garden: residencia de William Bartram
- Bartram Trail Conference
  - Exploraciones al Cherokee Country, 1775–85
- Outdoor Alabama - sitio oficial de Alabama Department of Conservation and Natural Resources - página Bartram Canoe Trail
- The North Carolina Bartram Trail Society
- Artículo de William Bartram, Encyclopedia of Alabama Archivado el 14 de septiembre de 2011 en Wayback Machine.
- Varios autores (1891, actualmente en dominio público). «Bartram, John».  En Wilson, James Grant; Fiske, John, eds., ed. Appletons' Cyclopædia of American Biography (en inglés).

- La abreviatura «W.Bartram» se emplea para indicar a William Bartram como autoridad en la descripción y clasificación científica de los vegetales.[1]

- Datos: Q18243
- Multimedia: William Bartram / Q18243
- Especies: William Bartram

1. ↑  Todos los géneros y especies descritos por este autor en IPNI.